# ماريو دا روزا
ماريو دا روزا هو لاعب كرة قدم برتغالي، (ولد في فيلا ريال دي سان أنطونيو في البرتغال 1917  م). لعب مع نادي بنفيكا.